# Halt v nebezpečí
Halt v nebezpečí (v anglickém originále Halt's Peril) je devátá dobrodružná kniha ze série Hraničářův učeň, jejímž autorem je australský spisovatel John Flanagan.

## Děj
Na začátku knihy Halt, Horác a Will zjišťují, že Tennyson (vůdce sekty nezasvěcených) a jeho stoupenci uprchli do Pikty. Tato trojice sleduje jejich cestu, která směřuje k Araluenu. Tennyson má v plánu cestovat do odlehlé Araluenské vesnice, kde chce posílit vliv jeho hnutí. Will a jeho společníci si neuvědomují nebezpečí a pokračují v pronásledování Tennysona, kterého doprovázejí dva genovejští zabijáci. Halt a Will jednoho z nich úspěšně zabili, druhý ale Halta zranil a utekl.
Zanedlouho vyjde najevo, že rána je otrávena halucinogenem, který pomalu Halta zabíjí. V zoufalství se Will rozhodne vyhledat Malcolma, nejlepšího léčitele v Araluenu, a rychle ho přivedl na pomoc. Malcolm jim vysvětlil, že jed má dva různé zdroje a na každý z nich existuje jiná protilátka. Podání špatného léku by Halta zabilo. Will objevil zbylého Genovesana a přinutil ho prozradit zdroj použitého jedu. Genovesan se pokusil o útěk a byl zabit. Halt se uzdravuje a trojice spolu s Malcolmem pokračuje v cestě za Tennysonem, který předpokládá, že Halt je mrtvý a ostatní nepokládá za nebezpečné. Will a ostatní objevili Tennysona v katakombách poblíž vesnice, kde káže stoupencům svého náboženství. S Malcolmovou pomocí ho Halt úspěšně připraví o důvěru. Během tohoto pokusu ale musí Will použít výbušné zařízení, které způsobí zřícení jeskyně na nezasvěcené a na zlato vesničanů. Halt, Will a Horác doprovodí Malcolma domů, kde Trobar daruje Willovi štěně jménem Černá. Po rozloučení s Malcolmem zamíří trojice k domovu. Will a Halt se vydají do Redmontu, kde se setkají s Paulinou a Alyss, zatímco Horác míří na hrad Araluen. Paulina děkuje Willovi za záchranu Haltova života a říká mu o důvěře, kterou do něj vkládala. Kniha končí polibkem Alyss a Willa.